# Blohm & Voss Ha 140
Die Blohm & Voss Ha 140 war ein deutsches See-Mehrzweckflugzeug der Hamburger Flugzeugbau, einer Tochter der Blohm & Voss.

## Entwicklung

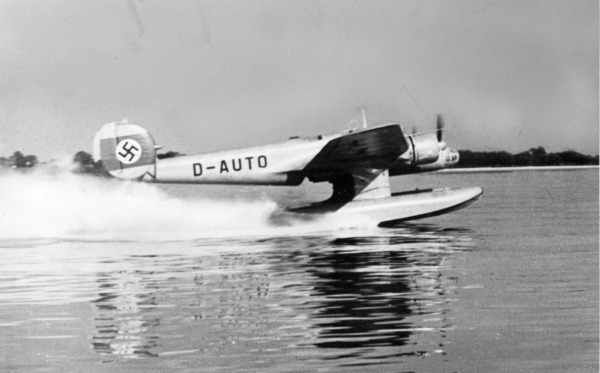
Die Ha 140 V1 beim Start

Das Flugzeug entstand im Rahmen einer Anfang 1935 herausgegebenen Ausschreibung für ein See-Mehrzweckflugzeug als Nachfolger der Heinkel He 59. Am 1. November des Jahres erteilte das RLM den Auftrag zur Entwicklung. Die Ha 140 entstand unter der technischen Leitung des Chefkonstrukteur Richard Vogt als Konkurrenzentwurf zur Heinkel He 115. Der Erstflug der Ha 140 V1, Werknummer 281 und Kennzeichen D–AUTO, erfolgte am 30. September 1937 auf der Elbe vor Finkenwerder. Diese Maschine wurde nach einigen Flügen und einer konstruktiven Änderung, bei der größere Seitenleitwerke montiert worden waren, am 22. Oktober 1937 nach Travemünde zur Erprobungsstelle für Seeflugzeuge überführt, wo sie am 4. Januar 1938 bei einer Bruchlandung beschädigt wurde. Der zweite Prototyp V2, Werknummer 282 und Kennzeichen D–AVEK wurde in die noch laufende Erprobung neben der wieder instandgesetzten V1 eingefügt. Das dritte und letzte Exemplar, die V3 mit dem Kennzeichen D–AMME, flog gegen Ende 1938 erstmals, wurde allerdings nicht mehr in Travemünde getestet, sondern diente in Hamburg noch als Versuchsträger für die Flettner-Klappen der Blohm & Voss BV 222. Es wurden lediglich drei Exemplare gefertigt, da die He 115 die Ausschreibung gewann, wie der Abschlussbericht vom 28. Oktober 1938 eindeutig feststellte. Die V2 verblieb in Travemünde und diente der E-Stelle als TJ+HT als Erprobungsträger für Torpedo-Abwurfverfahren. Die V1 erhielt das Stammkennzeichen CC+EQ, später kurzzeitig das Verbandskennzeichen X4+AH und war noch bis zum 30. Oktober 1939 in Travemünde nachweisbar.

## Konstruktion
Entwickelt wurde das Flugzeug als zweimotoriges Schwimmerflugzeug. Im Aufbau ähnlich der Blohm & Voss Ha 139, das heißt in Ganzmetallbauweise mit einem Rohrholm und Knickflügel. Als Antrieb dienten zwei Sternmotoren BMW 132L mit je 800 PS. Die Besatzung bestand aus Pilot, Funker und Schütze, der im Rumpfbug in einem drehbaren Geschützturm Platz fand.
Als Besonderheit ist der Verdrehflügel anzumerken. Durch die Rohrholmbauweise des Flügels war es möglich, den Einstellwinkel der Tragfläche zu ändern. Dies kam vor allem dem Landeanflug zugute, da das Flugzeug gerade gehalten werden konnte und nur die Flügel gekippt wurden. Dieses System wurde in der Ha 140 getestet und in der Blohm & Voss BV 144 erfolgreich eingesetzt.

## Technische Daten

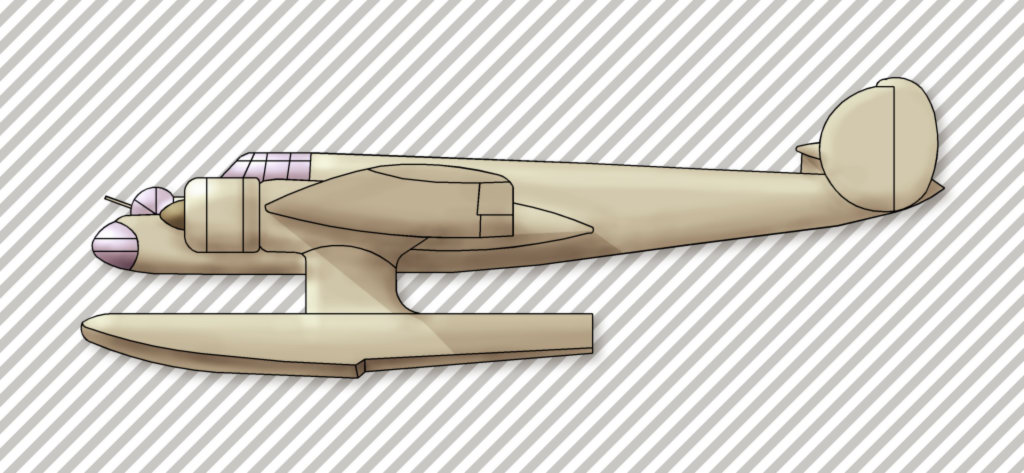
Seitenansicht der Ha 140

| Kenngröße             | Daten                       |
| --------------------- | --------------------------- |
| Besatzung             | 3                           |
| Länge                 | 17,60 m                     |
| Spannweite            | 21,00 m                     |
| Höhe                  | 5,50 m                      |
| Flügelfläche          | 92,00 m²                    |
| Flügelstreckung       | 4,80                        |
| Flächenbelastung      | 92,45 kg/m²                 |
| Leistungsbelastung    | 5,31 kg/PS                  |
| Rüstmasse             | 6300 kg                     |
| Zuladung              | 2200 kg                     |
| max. Startmasse       | 8500 kg                     |
| Antrieb               | zwei BMW 132K               |
| Leistung              | je 800 PS (588 kW)          |
| Höchstgeschwindigkeit | 320 km/h                    |
| Marschgeschwindigkeit | 295 km/h                    |
| Landegeschwindigkeit  | 110 km/h                    |
| Steigzeit             | 11,5 min auf 3000 m Höhe    |
| Dienstgipfelhöhe      | 5000 m                      |
| Reichweite            | 1150–2500 km                |
| Bewaffnung            | 2 × MG 15, 1–2 Lufttorpedos |